# 朝日町立ふるさと美術館
朝日町立ふるさと美術館（あさひちょうりつふるさとびじゅつかん）は、富山県下新川郡朝日町横水にある公立美術館。富山県博物館協会会員。

## 概要
ふるさと創生事業の交付金を活用し、1988年（昭和63年）5月に、東草野に所在していた朝日簡易裁判所、朝日区検察庁の跡地と建物を改修し、1991年（平成3年）5月27日に隣接する朝日町立生涯学習館と同時にオープンした。ふるさと美術館は和風造りの平屋建てであった（生涯学習館は鉄筋コンクリート造り2階建てであった）。
その後、朝日町が進める公共施設再編の一環により、旧美術館を2022年（令和4年）12月28日に閉館し、旧なないろKANを改修して移転、2023年（令和5年）7月6日に完成式を挙行し、同年7月7日に一般開放した。総事業費は3億8212万円で交付金や有利な地方債を活用した。
現在の美術館は3つの展示室に加えて、体験学習室、陶芸工房などからなる。

## 周辺
不動堂遺跡が隣接しており、周辺には歴史公園や『朝日町埋蔵文化財保存活用施設 まいぶんKAN』も立地している。朝日町はこれらの施設をまとめて『歴史と文化の薫り漂うふるさとゾーン』に位置付けている。